# カタ (会社)
カタ (KATA) は、イスラエルのカメラ・ビデオカメラ関連の保護ケースやバッグ、キャリングシステムのメーカー。創立者のNitzan KimchiとDror Tishlerは特殊戦闘部隊出身で高度なミリタリー製品に精通しており、軍関連の用品を作っていた。彼らの作る製品の需要が高まり、1992年に会社を設立した。
2005年、イタリアのマンフロット社に買収され、カタ (KATA) ブランドもマンフロットに統合された。

## 製品について
- プロビデオ業界のロケ撮影用に開発された製品ラインアップ「PRO VIDEOコレクション」では、ビデオカメラ用バッグを筆頭に、カメラ保護カバー、レインカバー、その他音響機器・モニター・照明機材用ケースなどを取り揃える。
- カメラ機材用バッグとして、デジタルカメラ用のバッグ・ポーチなどを扱う「DPS」シリーズ、プロのフォトグラファー用に開発された「GDC」シリーズがある。

## 日本での製品販売
2006年6月以降、Vitecグループ傘下の日本法人であるボーゲンイメージングが代理店となっていた。